# フィリッピーヌ＝エリザベート・ドルレアン

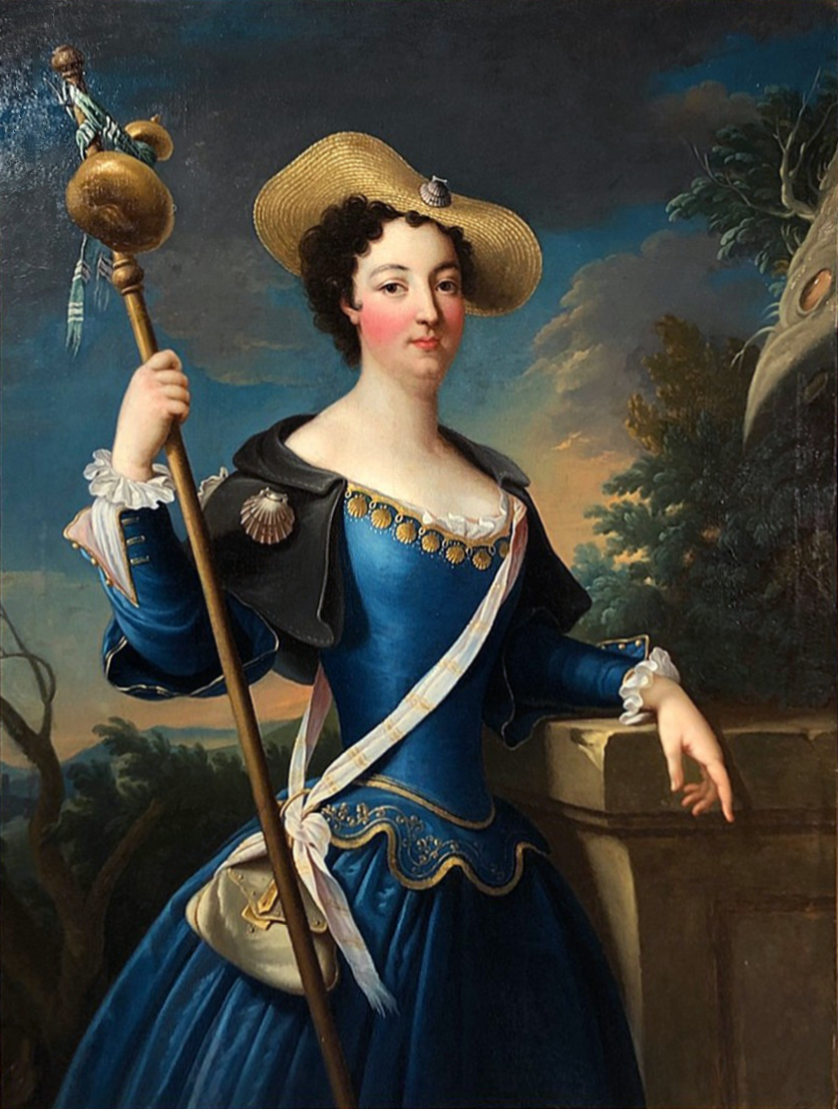
スペインのサンティアゴ・デ・コンポステーラへの巡礼者として描かれたボジョレー姫、ピエール・ゴベール画と伝わる、1730年頃

フィリッピーヌ＝エリザベート＝シャルロット・ドルレアン（Philippine-Élisabeth-Charlotte d'Orléans, 1714年12月18日 ヴェルサイユ宮殿 - 1734年5月21日 バニョレ城）は、ブルボン朝時代フランスの女性王族、血統内親王。

## 生涯
オルレアン公フィリップ2世と妻フランソワーズ・マリー・ド・ブルボン（第二ブロワ姫）の第7子・六女。母はルイ14世王とモンテスパン夫人の間の非嫡出子の1人。宮中ではボジョレー姫（Mademoiselle de Beaujolais）の称号で呼ばれた。父方祖母のオルレアン公爵未亡人リーゼロッテは孫娘の中でもフィリッピーヌを殊更に可愛がり、幼い彼女に会うために毎日のようにパレ・ロワイヤルを訪れたという。年齢が上がると妹のルイーズ＝ディアーヌと一緒に同じ修道院に預けられた。
1720年、ハーグ条約が締結されて四国同盟戦争の講和が成立すると、敵対していたフランスとスペインの関係修復が進められることになった。スペイン王フェリペ5世は、フィリッピーヌの父でフランス摂政のオルレアン公に対し、フランス・スペイン王室間の三重結婚を提案した。すなわち、自分の娘のマリアナ・ビクトリアとフランス王ルイ15世（スペイン王にとっては甥）との縁組、そして、自分と先妻の長男アストゥリアス公ルイス及び後妻・王妃エリザベッタ・ファルネーゼの長男カルロス王子と、摂政の娘たちとの縁組である。5歳年長の姉エリザベートがルイス王子の相手に、フィリッピーヌはカルロス王子の相手にそれぞれ選ばれた。
1722年に姉エリザベートがアストゥリアス公に嫁ぎ、翌1723年9歳のフィリッピーヌもスペインに向かうことになった。姉の場合と同様、フィリッピーヌにもフランス王室より40万エキュの巨額の花嫁持参金が付けられ、父オルレアン公から支度金4万エキュが用意された。スペイン王からも5万エキュ相当の宝石類が贈られた。ルイ15世王からも沢山の贈り物が送られてきた。フィリッピーヌは父オルレアン公、兄シャルトル公ルイにスペイン国境近くの町まで見送られ、そこからは父の私生児ジャン・フィリップ・ドルレアンを長とする随行団と共にスペインに入った。マドリードまで1日の距離にある小さな町ブイトラゴ・デル・ロソヤで、フィリッピーヌはスペイン国王夫妻、姉夫婦であるアストゥリアス公夫妻、そして婚約者で当時7歳のカルロス王子の出迎えを受けた。
スペイン王妃はオルレアン公に次のように書き送った：
また王妃はオルレアン公爵夫人にも次のように書き送った：
フィリッピーヌと姉のエリザベートの間柄は元々よくなかったが、フィリッピーヌが美貌と知性でスペイン宮廷を魅了すると、エリザベートの嫉妬心から姉妹仲はさらに緊張した。エリザベートの輿入れの際は、フィリッピーヌが引き起こしたような興奮はなく、彼女はスペイン王室から冷淡かつ無礼な迎えられ方しかしなかった。1724年エリザベートは夫ルイス1世の即位により王妃となるが、7か月後に夫に先立たれ、寡婦となった。
1728年、フランス・スペインの国際関係の変化に伴い、フィリッピーヌとカルロス王子の婚約は解消され、彼女は寡婦である姉の前王妃エリザベートと一緒にフランスに帰国することになった。姉の前王妃はその奇行のせいでスペイン宮廷中の嫌われ者だったのに対し、フィリッピーヌのスペイン王室との別離は涙の別れとなった。姉妹はピレネー山脈を越え、国境を越え小村サン＝ジャン＝ピエ＝ド＝ポルでフランス領に入った。従兄の首席大臣ブルボン公ルイ・アンリが手配を忘れたせいで、姉妹はバイヨンヌに投宿する予定が、入市できなくなるハプニングも起きた。母のオルレアン公爵夫人がヴァンセンヌ城に娘たちを迎え入れるための居室を用意し、姉妹は1728年6月に同城に到着した。
フィリッピーヌと母オルレアン公爵夫人はカルロス王子との結婚を諦めていなかった。1731年カルロスがパルマ公国元首となると、公爵夫人はパルマ駐在フランス大使ビシー侯爵を通じて、カルロスにフィリッピーヌとの結婚の約束は有効か尋ねた。フィリッピーヌとの思い出を忘れていなかったカルロスは、パルマの首席大臣に彼女との結婚の是非を訪ねたが、大臣はスペイン政府の意向が否である限り賛成することはないと回答した。
フィリッピーヌは母公爵夫人の庇護下で暮らしていたが、1734年に天然痘であっけなく世を去った。19歳だった。遺骸は死の翌日パリのヴァル＝ド＝グラース教会に葬られた。フィリッピーヌの死に際し、弁護士マチュー・マレーは友人の元フランス高等法院長ジャン・ブイエに次のように書き送っている：

## 引用・脚注
1. 1 2  Williams, Hugh Noel (1913). Unruly daughters; a romance of the house of Orléans. University of California Libraries. New York, G. P. Putnam's sons